# 후추시 (히로시마현)
후추시(일본어: 府中市)는 일본 주고쿠 지방의 히로시마현 남동부에 있는 내륙 공업도시이다. 빈고 도시권의 일부이다.

## 지리
분지를 형성하고 그 안에 1급 하천 아시다강이 흐른다. 중심 시가지는 인접한 후쿠야마시 신이치정과 이어져 있으며, 조게정 지구는 다른 지구와는 고립된 형태를 띠고 있다.
율령 시대에는 빈고국의 국부(国府)가 놓인 땅이고 "후추"(府中)라는 지명은 국부 소재지를 의미하는 명칭이기 때문에 이곳 말고도 일본 각지에 후추라는 지명이 많이 존재한다. 이 때문에 다른 지역의 후추(같은 이름인 도쿄도 후추시나 같은 히로시마현의 아키군 후추정 등)와 구별하여 "빈고 후추"(備後府中)로 불린다.

## 인접하는 자치체
- 후쿠야마시
- 미요시시
- 오노미치시
- 쇼바라시
- 세라군 세라정
- 진세키군 진세키코겐정

## 역사
빈고국 국부가 현재의 후추시 중심부 부근에 놓여 이후 이 땅은 후추로 불리게 되었다.
- 1619년 - 도쿠가와 이에야스의 사촌형제인 미즈노 가쓰나리가 빈고국 동남부·빗추국 서남부에 10만 석을 분봉받아 현재의 시역 중 구 미쓰기군을 제외한 지역은 빈고 후쿠야마번령이 되었다.
- 1699년 - 마쓰다이라 다다마사가 후쿠야마에 분봉되었다.
- 1710년 - 아베 마사쿠니가 후쿠야마에 분봉되었다.
- 1871년 - 메이지 유신·폐번치현으로 구 후쿠야마번령과 진세키군의 일부를 포함한 후쿠야마현이 설립되었다.
- 1871년 - 후쿠야마현에서 후카쓰현으로 명칭이 변경되었다.
- 1872년 - 후카쓰현과 구라시키현이 통합해 오다현이 설립되었다. 이에 따라 현청은 가사오카로 이전하였다.
- 1875년 - 오다현이 오카야마현에 편입되었다.
- 1876년 - 오카야마현에서 히로시마현으로 이관되었다.
- 1896년 6월 3일 - 아시다군 후추이치촌이 정으로 승격해 후추정이 되었다.
- 1925년 2월 1일 - 아시다군 데구치정과 대등 합병해 새로운 후추정이 성립하였다.
- 1954년 3월 31일 - 아시다군 후추정과 5개 촌이 대등 합병해 시로 승격하였다.
- 1975년 2월 1일 - 아시다군 교와촌을 편입하였다.
- 2004년 4월 1일 - 고누군 조게정을 편입하였다.

## 산업
지방특색산업으로 가구 제작이 에도 시대부터 전통이 있어 후추 가구로 알려져 있다. 또 후추 미소(된장)의 산지로도 알려져 있다.

## 교통

### 철도
- 서일본 여객철도 후쿠엔선

### 도로
- 국도 제432호선 (일본)(일본어판)
- 국도 제486호선 (일본)(일본어판)

## 인구
| 연도                        | 인구   | ±%    |
| --------------------------- | ------ | ----- |
| 1960                        | 54,327 | —     |
| 1965                        | 57,216 | +5.3% |
| 1970                        | 58,364 | +2.0% |
| 1975                        | 57,625 | −1.3% |
| 1980                        | 56,209 | −2.5% |
| 1985                        | 54,939 | −2.3% |
| 1990                        | 52,692 | −4.1% |
| 1995                        | 50,356 | −4.4% |
| 2000                        | 47,697 | −5.3% |
| 2005                        | 45,188 | −5.3% |
| 2010                        | 42,557 | −5.8% |
| 2015                        | 40,069 | −5.8% |
| 2020                        | 37,655 | −6.0% |
| Fuchū population statistics |        |       |

## 기후
| 후추시의 기후                                                | 후추시의 기후 | 후추시의 기후 | 후추시의 기후 | 후추시의 기후 | 후추시의 기후 | 후추시의 기후 | 후추시의 기후 | 후추시의 기후 | 후추시의 기후 | 후추시의 기후 | 후추시의 기후 | 후추시의 기후 | 후추시의 기후   |
| 월                                                           | 1월           | 2월           | 3월           | 4월           | 5월           | 6월           | 7월           | 8월           | 9월           | 10월          | 11월          | 12월          | 연간            |
| ------------------------------------------------------------ | ------------- | ------------- | ------------- | ------------- | ------------- | ------------- | ------------- | ------------- | ------------- | ------------- | ------------- | ------------- | --------------- |
| 역대 최고 기온 °C (°F)                                       | 16.5 (61.7)   | 22.2 (72.0)   | 25.3 (77.5)   | 30.5 (86.9)   | 32.8 (91.0)   | 35.2 (95.4)   | 38.7 (101.7)  | 38.5 (101.3)  | 37.6 (99.7)   | 31.9 (89.4)   | 25.2 (77.4)   | 19.4 (66.9)   | 38.7 (101.7)    |
| 일평균 최고 기온 °C (°F)                                     | 8.8 (47.8)    | 10.0 (50.0)   | 13.9 (57.0)   | 19.8 (67.6)   | 24.7 (76.5)   | 27.5 (81.5)   | 31.2 (88.2)   | 32.9 (91.2)   | 28.7 (83.7)   | 22.9 (73.2)   | 16.8 (62.2)   | 11.1 (52.0)   | 20.7 (69.2)     |
| 일일 평균 기온 °C (°F)                                       | 3.6 (38.5)    | 4.4 (39.9)    | 7.8 (46.0)    | 13.3 (55.9)   | 18.3 (64.9)   | 22.1 (71.8)   | 26.1 (79.0)   | 27.2 (81.0)   | 23.1 (73.6)   | 17.0 (62.6)   | 10.9 (51.6)   | 5.7 (42.3)    | 15.0 (58.9)     |
| 일평균 최저 기온 °C (°F)                                     | −0.7 (30.7)   | −0.4 (31.3)   | 2.2 (36.0)    | 7.2 (45.0)    | 12.5 (54.5)   | 17.7 (63.9)   | 22.1 (71.8)   | 22.9 (73.2)   | 18.8 (65.8)   | 12.2 (54.0)   | 5.9 (42.6)    | 1.2 (34.2)    | 10.1 (50.3)     |
| 역대 최저 기온 °C (°F)                                       | −8.0 (17.6)   | −9.9 (14.2)   | −5.0 (23.0)   | −2.4 (27.7)   | 1.5 (34.7)    | 9.2 (48.6)    | 13.4 (56.1)   | 14.9 (58.8)   | 6.6 (43.9)    | 0.6 (33.1)    | −1.8 (28.8)   | −6.0 (21.2)   | −9.9 (14.2)     |
| 평균 강수량 mm (인치)                                        | 40.6 (1.60)   | 49.5 (1.95)   | 88.9 (3.50)   | 100.7 (3.96)  | 130.3 (5.13)  | 185.1 (7.29)  | 210.4 (8.28)  | 111.6 (4.39)  | 140.6 (5.54)  | 93.7 (3.69)   | 59.4 (2.34)   | 47.1 (1.85)   | 1,257.7 (49.52) |
| 평균 강수일수 (≥ 1.0 mm)                                     | 5.8           | 7.6           | 9.5           | 9.4           | 9.3           | 11.2          | 10.5          | 7.5           | 8.7           | 6.9           | 6.4           | 6.8           | 99.6            |
| 평균 월간 일조시간                                           | 136.4         | 139.4         | 174.3         | 193.3         | 209.4         | 148.5         | 167.0         | 196.5         | 153.4         | 167.5         | 148.3         | 138.2         | 1,984.5         |
| 출처: 일본 기상청 (평년값: 1991년~2020년, 극값: 1979년~현재) |               |               |               |               |               |               |               |               |               |               |               |               |                 |